# دانشگاه‌های تهران
آموزش عالی مدرن ایران با تأسیس دارالفنون (۱۲۳۰ خ) توسّط امیرکبیر در تهران آغاز شد. پس از آن در دورهٔ رضاشاه در سال ۱۳۰۰، دانشکده افسری به عنوان اولین مرکز آکادمیک مدرن و در سال ۱۳۱۳ دانشگاه تهران به عنوان اولین دانشگاه (اونیورسیته) ایران تأسیس شد. هم‌اکنون در بین دانشگاه‌های وابسته یا تحت نظارت وزارت علوم دانشگاه‌های تهران، صنعتی شریف، خوارزمی، علامه طباطبایی، الزهرا، علم و صنعت ایران، صنعتی امیرکبیر، خواجه نصیرالدین طوسی، شاهد، تربیت مدرس، هنر تهران و شهید بهشتی در شهر تهران قرار دارند. دانشگاه‌های علوم پزشکی دولتی موجود در تهران عبارتند از: دانشگاه‌های علوم پزشکی ایران، تهران، شهید بهشتی، ارتش و بقیةالله.
دانشگاه آزاد اسلامی نیز در مرداد ۱۳۶۱ خ. با ایجاد واحد تهران مرکزی شروع به کار کرد. سپس به‌تدریج واحدهای تهران جنوب، تهران شمال، تهران شرق، تهران غرب و علوم و تحقیقات تهران تأسیس شدند. پس از دانشگاه آزاد، دانشگاه پیام نور در مهر ۱۳۶۷ خ. با هدف آموزش عالی از راه دور تأسیس شد؛ و بالاخره در سال ۱۳۷۲ نیز دانشگاه جامع علمی کاربردی، با هدف یکسان کردن مدارک و نحوه آموزش مورد تأیید مراکز آموزش دولتی وابسته به سازمانها که به آموزش عالی می‌پرداختند تشکیل گردید..

## دانشگاه تهران
دانشگاه تهران در خیابان انقلاب اسلامی شهر تهران واقع شده‌است. این دانشگاه بزرگ‌ترین نهاد آموزش عالی در ایران است که در سال ۱۳۱۳، با حمایت رضاشاه پهلوی تأسیس شد. هم‌اکنون دارای ۲۵ دانشکده است و از استادان مجرب ایرانی در بیشتر رشته‌ها بهره می‌گیرد. با داشتن ۳۲ هزار دانشجو یکی از بزرگ‌ترین دانشگاه‌های خاورمیانه می‌باشد. نگاره سر در دانشگاه تهران بر روی اسکناس‌های پنج‌هزار تومانی نقش بر بسته‌است.

## دانشگاه علوم پزشکی تهران
دانشگاه علوم پزشکی و خدمات بهداشتی درمانی تهران بازماندهٔ مدرسهٔ طب دارالفنون تهران است و از این لحاظ از کهن‌ترین موسسات علوم پزشکی آکادمیک ایران محسوب می‌شود. مدرسه طب تا سال ۱۳۰۳ شمسی در دارالفنون دایر بود. در سال ۱۳۰۲ رئیس‌الوزرا عمارت مسعودیه را به مبلغ ۳۹ هزار تومان خریداری و برای تأسیس مدرسه علوم عالیه به وزارت معارف هدیه کرد. در سال ۱۳۰۳ پس از تعمیرات لازم، وزارت معارف به آن محل منتقل و دو مدرسه طب و دواسازی در یکی از حیاط‌های آن تشکیل شدند. مدرسه دواسازی از سال ۱۳۰۱ با استخدام یک معلم ارمنی تبعه ترکیه به نام پاپاریان که ماهیانه ۷۵ تومان حقوق برای او در نظر گرفته شد، کار خود را آغاز کرده بود.
مدرسه دیگری که در همان سالها تأسیس و بعداً از هسته‌های تشکیل دهنده دانشگاه تهران شد، مدرسه دندانسازی بود که از سال ۱۳۰۸ یک استاد لهستانی به نام فالک کوش میلچارسکی برای مدیریت و تدریس در آن با حقوق ماهیانه دویست و پنجاه تومان استخدام شد. در سالهای دوم و سوم مدیریت او هر ساله پنجاه تومان به حقوق ماهیانه‌اش افزوده شد.
چندی بعد مدرسه طب به عمارتی در خیابان لاله زار نو و سپس به عمارت بیمارستان معتمد و در اسفند ماه ۱۳۱۶ به محل فعلی دانشکده پزشکی دانشگاه علوم پزشکی تهران منتقل و در زیرمجموعه دانشگاه تهران فعالیت خود را از سرگرفت.
بسیاری از موسسات و دروس این دانشگاه را شارل ابرلن پایه‌گذاری کرد.
در سال ۱۳۶۵ دانشکده‌های علوم پزشکی از دانشگاه تهران رسماً با بخشنامه جدید دولت جدا و مستقل شدند و دانشگاه علوم پزشکی و خدمات بهداشتی درمانی تهران را تشکیل دادند. اما بر اساس تفاهم‌نامه بین دو دانشگاه، اعضای هیئت علمی، دانشجویان و پژوهشگران دو دانشگاه کماکان متعهدند مقالات علمی و پژوهشی خود را در مجلات و کتب و کنفرانس‌های خارجی و بین‌المللی با یک نام به چاپ برسانند.

## دانشگاه الزهرا
دانشگاه الزهرا که تا پیش از انقلاب ۱۳۵۷ ایران، دانشگاه فرح پهلوی نام داشت، در سال ۱۳۵۴ رسماً شروع به کار کرد. این دانشگاه در منطقهٔ ده ونک تهران واقع شده‌است. این دانشگاه در سال ۱۳۴۳ با پذیرش ۹۰ دانشجو فعالیت خود را تحت عنوان «مدرسه عالی دختران» آغاز کرد و علاوه بر رشته‌های مترجمی زبان‌های خارجی، منشی‌گری و روان‌شناسی رشته‌هایی تحت عنوان فنون خانه‌داری و تغذیه را در برنامه فعالیت‌های آموزشی خود قرار داد (در رشته اخیر، از سال دوم تأسیس ۴۵–۱۳۴۴، پذیرش دانشجو صورت گرفت). از سال تحصیلی ۱۳۵۴ به دانشگاه تبدیل شده و پس از آن در سال ۱۳۵۶ در قالب مجموعه‌ای از ۴ دانشکده: علوم پایه، ادبیات و علوم انسانی، علوم مدیریت و اقتصاد به فعالیت خود ادامه داد.
در سال ۱۳۶۵ چهار دانشکده مزبور به دانشکده‌های: علوم پایه، علوم اجتماعی و اقتصادی، ادبیات و هنر تغییر یافت. در سال ۱۳۷۳ دانشکده‌های: علوم تربیتی و روان‌شناسی، تربیت بدنی و علوم ورزشی، فنی مهندسی به صورت مجزا موجودیت یافتند و در سال ۱۳۸۰ نیز دانشکده الهیات و ادبیات با دریافت موافقت اصولی وزارتخانه، به دو دانشکده ادبیات، زبان‌ها و تاریخ و دانشکده الهیات تبدیل گردید. در سال ۱۳۹۳ و با تفکیک دانشکده علوم پایه دانشگاه به سه دانشکده علوم ریاضی، علوم زیستی، فیزیک و شیمی تعداد دانشکده‌ها به ۱۰ مورد افزایش یافت. دانشگاه الزهرا (س) با وسعتی معادل ۱۴هکتار، افزون بر فضای فیزیکی دانشکده و پژوهشکده‌ها، دارای: آزمایشگاه‌ها، سایت‌ها و کارگاه‌های تخصصی، آمفی تئاتر، استخر، رستوران، سالن‌های ورزش، بانک، پست و مهد کودک می‌باشد.
دانشگاه الزهرا توانست در نخستین رتبه‌بندی اثر گذاری موسسه تایمز (University Impact Ranking) بین ۴۶۰ دانشگاه جهان رتبه بین ۳۰۰–۲۰۱ دانشگاه برتر جهان را به خود اختصاص دهد. طبق همین رتبه‌بندی، دانشگاه الزهرا بعد از دانشگاه علوم پزشکی ایران در رتبه دوم دانشگاه‌های کشور قرار گرفت؛ در این رتبه‌بندی مجموعاً ۱۲ دانشگاه از ایران لیست شده‌اند.

## دانشگاه صنعتی شریف
دانشگاه صنعتی شریف در سال ۱۳۴۴ با نام دانشگاه صنعتی آریامهر و برای تأمین بخشی از نیروهای متخصص مورد نیاز کشور، در سطوح بالای علمی تأسیس گردید. این دانشگاه در مقایسه با بسیاری از دانشگاه‌های ایران و جهان دانشگاهی جوان و در حال رشد است. خوشبختانه در طول دوران فعالیت خود توانسته‌است به صورت یک مؤسسه علمی پیشرو در صنعت، فناوری‌های روز و علوم کاربردی در عرصه علم، منطقه‌ای و جهانی مطرح و جایگاه ارزشمندی پیدا کند. هدف این دانشگاه، فراهم نمودن محیطی علمی و پویا برای کسانی است که در راستای کسب علم و دانش تلاش می‌نمایند، و پایگاه و نقطه اتکاء و اعتماد آنانی است که واقعیات و حقایق علمی را درک کرده، برای نشان دادن آن به دیگران کوشش می‌کنند.

## دانشگاه هنر تهران
دانشگاه هنر بزرگ‌ترین مرکز آموزش عالی رشته‌های هنری در ایران است که از ادغام پنج مؤسسه آموزشی هنر قبل از انقلاب (دانشگاه فارابی، دانشکده هنرهای تزیینی، دانشکده هنرهای دراماتیک، هنرستان عالی موسیقی و هنرکده موسیقی ملی) تشکیل شده‌است.
هنرستان عالی موسیقی قدیمی‌ترین هنرکده دانشگاه هنر است. این مدرسه موزیک در سال ۱۲۹۷ «کلاس موزیک» به صورت یک مدرسه مستقل از دارالفنون جدا شد و به مدیریت غلامرضا مین باشیان (با همکاری فرزندش نصر السلطان) و زیر نظر وزارت معارف درآمد و نام مدرسه موزیک بر آن نهاده شد.
پس از انقلاب اسلامی به منظور پیشبرد اهداف فرهنگی و هنری جامعه اسلامی، و گسترش هنرهای گوناگون به ویژه هنرهای اسلامی، بومی و سنتی و آشنا ساختن این نیروها با فرهنگ کهن ایران، اسلام و جهان، ایجاد یک مرکز آموزش عالی هنر در برنامه وزارت علوم، تحقیقات و فناوری قرار گرفت. به همین منظور در پی ادغام پنج مؤسسه آموزشی هنر قبل از انقلاب (دانشگاه ملی) و با تصویب شورای عالی انقلاب فرهنگی، مجمع دانشگاهی هنر در سال ۱۳۵۸ به وجود آمد، و در سال ۱۳۶۲ بازگشایی و رسماً به فعالیت پرداخت.
با گسترش و توسعه کمی و کیفی فعالیت‌های آموزشی و پژوهشی دانشگاه از جمله ایجاد رشته‌های متعدد در مقاطع کارشناسی و کارشناسی ارشد، و رشد جمعیت دانشجویی، این مجتمع بر اساس مصوبه شورای گسترش آموزش عالی از سال ۱۳۷۰ به «دانشگاه هنر» تغییر نام یافت و با چهار دانشکده هنرهای کاربردی، هنرهای تجسمی، سینما و تئاتر و پردیس اصفهان فعالیت خود را ادامه داد. دانشکده موسیقی در سال ۱۳۷۳ و دانشکده معماری و شهرسازی در سال ۱۳۸۰ پس از اخذ مجوز به مجموعه دانشکده‌های دانشگاه هنر افزوده شدند. دانشکده پردیس اصفهان نیز از سال ۱۳۷۹ بر اساس مصوبه شورای گسترش آموزش عالی از مجموعه دانشگاه هنر منتزع شد. در سال ۱۳۹۴ دانشکده حفاظت و مرمت و دانشکده علوم نظری و مطالعات عالی هنر به مجموعه دانشکده‌های دانشگاه هنر تهران افزوده شدند.

## دانشگاه علم و صنعت ایران
دانشگاه علم و صنعت ایران با پیشینه‌ای از سال ۱۳۰۸یکی از قدیمی‌ترین دانشگاه‌های ایران است و در زمینی به مساحت ۴۲۰ هزار متر مربع در شمال شرقی شهر تهران واقع شده‌است. این دانشگاه هشتاد سال سابقه فعالیت‌های آموزشی و پژوهشی دارد. هسته اولیه دانشگاه در سال ۱۳۰۸ با هدف ایجاد زمینه‌های لازم برای تحصیلات دوره عالی مهندسی در کشور، تحت عنوان مدرسه صنعتی دولتی با بهره‌گیری از استادان آلمانی و ایرانی در خیابان ۳۰ تیر (قوام السلطنه سابق) تأسیس شد و بعداً به هنرسرای عالی تغییر نام یافت. دانشگاه علم و صنعت ایران، دانشگاهی دولتی و اولین مؤسسهٔ آموزش عالی در ایران است که هستهٔ اولیهٔ آن در سال ۱۳۰۸ شکل گرفته‌است. این دانشگاه در تهران واقع است و شعبه‌های آن در شهرهای اراک، بهشهر، دماوند قرار گرفته‌اند. دانشگاه علم و صنعت ایران، تنها دارندهٔ دانشکدهٔ مهندسی راه‌آهن و دانشکدهٔ مهندسی پیشرفت در خاورمیانه و دانشکدهٔ مهندسی خودرو در ایران است؛ همچنین از معدود دانشگاه‌های صنعتی ایران است که دانشکدهٔ معماری و شهرسازی نیز دارد و تنها دانشگاه صنعتی در ایران است که به‌طور تخصصی به رشتهٔ توسعه اقتصادی و برنامه‌ریزی می‌پردازد. سطح آموزشی بالا از یک سو، و داشتن امکانات آزمایشگاهی و کارگاهی پیشرفته از سویی دیگر به‌خصوص در رشته‌های مهندسی عمران، مواد و متالورژی و مکانیک باعث شده تا وجههٔ صنعتی این دانشگاه پررنگ‌تر شود و دانش‌آموختگان آن بتوانند به سرعت جذب واحدهای صنعتی ایران شوند. در حال حاضر بیش از ۱۲٬۰۰۰ دانشجو در مقاطع مختلف کارشناسی، کارشناسی ارشد و دکترا، در رشته‌های مختلف مهندسی و علوم پایه (۴۲ رشتهٔ تخصصی) در این دانشگاه مشغول به تحصیل‌اند. تیم رباتیک این دانشگاه تا کنون سه بار به مقام نایب قهرمانی در دنیا رسیده‌است. همچنین این دانشگاه در حال حاضر اولین و تنها دانشگاه برتر ایران و خاورمیانه است که ماهواره به فضا فرستاده‌است.

## دانشگاه صنعتی امیرکبیر
دانشگاه صنعتی امیرکبیر یکی از با سابقه‌ترین موسسات آموزش عالی کشور در زمینه فنی و مهندسی است. این دانشگاه در طول سال‌ها فعالیت مستمر، با بیش از سی هزار نفر دانش‌آموخته فنی و مهندسی خدمات گسترده‌ای در راستای اهداف آموزش عالی و تحقیقاتی کشور ارائه کرده‌است. این دانشگاه فعالیت‌های خود را تحت عنوان پلی تکنیک تهران از سال ۱۳۳۷ آغاز نمود و به مرور زمان به لحاظ کمی و کیفی گسترش فراوانی یافت به صورتی که امروز این دانشگاه به عنوان مادر دانشگاه‌های صنعتی کشور تلقی می‌شود و با سابقه بیش از نیم قرن فعالیت درخشان، توانسته‌است با توسعه فعالیت‌های آموزشی، تحقیقاتی و دانشجویی، جایگاهی برتر را در میان مراکز علمی تحقیقاتی به خود اختصاص دهد.

## دانشگاه تربیت مدرس
دانشگاه تربیت مدرس به منظور تحقق اهداف تبیین شده در اساسنامه دانشگاه خود از سوی شورای عالی انقلاب فرهنگی به عنوان دانشگاهی پیشرو در آموزش و پژوهش، با هدف تولید علم نافع، گسترش مرزهای دانش و فناوری با مرجعیت علمی و هویت اسلامی و انقلابی و به ویژه تربیت اعضای هیئت علمی و محققان مورد نیاز دانشگاه‌ها و مراکز آموزش عالی و تحقیقاتی و به منظور گسترش تحصیلات عالی و تحول اساسی در آموزش عالی کشور و توسعه و تقویت نهضت تولید علم و جنبش نرم‌افزاری و افزایش سهم تولیدات علمی و توسعه علوم انسانی با تأکید بر مبانی اسلامی و نیازهای ملی و فناوریهای نوین و کاربردی با تعامل مراکز علمی، منطقه‌ای و بین‌المللی در سال ۱۳۶۰ تأسیس شده‌است. این دانشگاه صرفاً در مقاطع کارشناسی ارشد و دکترا اقدام به پذیرش دانشجو می‌نماید.

## دانشگاه شهید بهشتی

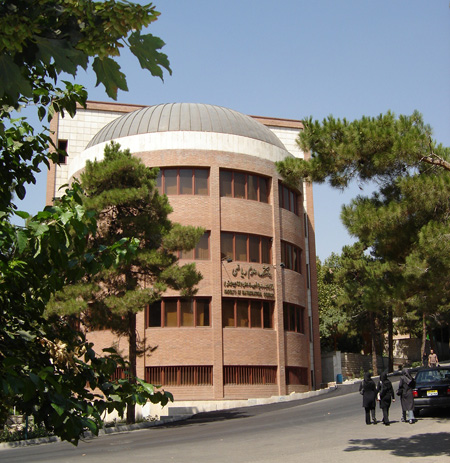
ساختمان دانشکده علوم ریاضی دانشگاه شهید بهشتی

دانشگاه شهید بهشتی یکی از دانشگاه‌های دولتی ایران است که در منطقه ولنجک (درکه) در شمال غربی تهران واقع شده‌است. این دانشگاه از جمله بزرگ‌ترین و معتبرترین دانشگاه‌های ایران محسوب می‌شود. این دانشگاه در تاریخ ۱۳۳۸/۷/۲۷ با نام دانشگاه ملی ایران به دستور محمدرضا شاه پهلوی و توسط دکتر علی شیخ‌الاسلام تأسیس شد؛ و تا پیش از سال ۱۳۶۱ با این نام خوانده می‌شد.

## دانشگاه علامه طباطبایی
دانشگاه تخصصی در زمینهٔ رشته‌های علوم انسانی می‌باشد، قدمت هسته اولیه دانشگاه علامه طباطبایی به سال ۱۳۳۷ بازمی‌گردد، پس از پیروزی انقلاب اسلامی در سال ۱۳۵۸، با ادغام ۲۷ مرکز آموزش عالی مستقل با عناوین مختلف دانشگاه، دانشکده، پژوهشکده، مدرسه عالی، آموزشگاه عالی، مؤسسه، مرکز و سازمان تأسیس شد. در سال ۱۳۶۳ براساس موافقت شورای عالی انقلاب فرهنگی همه زیر مجموعه‌ها ادغام شدند و از ادغام آن‌ها دانشگاه علامه طباطبائی تأسیس گردید. قدمت این دانشگاه به اعتبار یکی از قدیمی‌ترین واحدهای تشکیل دهنده آن یعنی مدرسه عالی بازرگانی با تاریخ تأسیس ۱۳۳۷، به بیش از ۵۰ سال می‌رسد.

## دانشگاه خوارزمی
دانشگاه خوارزمی (نام پیشین: دانشگاه تربیت معلم تهران) یکی از پرافتخارترین دانشگاه‌های دولتی ایران است که به‌نام محمد بن موسی خوارزمی دانشمند بزرگ ایرانی نامگذاری شده‌است. این دانشگاه در زمره بزرگ‌ترین و معتبرترین دانشگاه‌های دولتی ایران می‌باشد. سابقهٔ تأسیس این دانشگاه به سال ۱۲۹۸ خورشیدی بازمی‌گردد، و قدیمی‌ترین دانشگاه ایران محسوب می‌شود. این دانشگاه چند بار تغییر نام داده و پردیسی در کرج به آن افزوده شده‌است. در حال حاضر دانشگاه خوارزمی در رشته‌های مختلف علوم پایه، انسانی، تربیتی و مهندسی در مقاطع مختلف از کارشناسی تا دکتری دانشجو می‌پذیرد. ساختمان اصلی و دفتر مرکزی این دانشگاه در تهران می‌باشد که اولین ساختمان آموزش عالی ایران در آن واقع شده و برخی از دانشکده‌ها نیز در پردیس کرج قرار دارند. 

## دانشگاه صنعتی خواجه نصیر الدین طوسی
دانشگاه صنعتی خواجه نصیرالدین طوسی یکی از برترین دانشگاه‌های صنعتی ایران است که در سال ۱۳۰۷ با تشکیل دانشکده مخابرات شروع به فعالیت کرد و دانشکده‌های آن به صورت غیرمتمرکز در شهر تهران قرار دارند. با تصویب شورای انقلاب فرهنگی این دانشگاه در سال ۱۳۵۹ با ادغام ۹ مرکز آموزش عالی که مهم‌ترین آن دانشکده مخابرات بود به شکل کنونی تشکیل شد و در سال ۱۳۶۷ به نام خواجه نصیرالدین طوسی، دانشمند ایرانی تغییر نام داد. دانشگاه در ۶ دانشکده با ۱۶ رشته تحصیلی در مقطع کارشناسی، ۴۴ رشته در مقطع کارشناسی ارشد و ۱۴ رشته تحصیلی در مقطع دکترا کار خود را انجام می‌دهد.

## دانشگاه شاهد
دانشگاه شاهد یکی از دانشگاه‌های دولتی تهران است. این دانشگاه در جنوب شهر تهران و در بزرگراه خلیج فارس واقع شده‌است. این دانشگاه، در پی فرمان تاریخی ۶ فروردین ماه ۱۳۶۵ سید روح‌الله خمینی مبنی بر لزوم رسیدگی به امور فرهنگی و تحصیلی فرزندان شهدا، آزادگان، مفقودان و جانبازان انقلاب اسلامی و جنگ تحمیلی برای ایجاد عرصه آموزشی و تحقیقاتی لازم در سطح عالی، در مهرماه ۱۳۶۹، با پذیرش ۱۶۵ نفر دانشجو در ۷ رشته تحصیلی (پرستاری، مامایی، علوم تربیتی، علوم اجتماعی، روان‌شناسی، ریاضی و نقاشی) فعالیت خود را آغاز کرد. در سال‌های اخیر اساسنامه‌ای با رویکرد حذف کلمه غیرانتفاعی از اساسنامه دانشگاه شاهد برای رفع معضلات این دانشگاه صورت پذیرفت که این کار با مد نظر قرار گرفتن دستور سید علی خامنه‌ای مبنی بر حفظ ارتباط دانشگاه شاهد با بنیاد شهید تنظیم شد. اساسنامه جدید پس از تصویب در هیئت امناء دانشگاه برای وزیر علوم و وزیر بهداشت ارسال شد.
در حال حاضر بالغ بر ۶۰۰۰ دانشجو در ۱۰۲رشته (۱۳رشته در مقطع دکتری تخصصی، دو رشته در مقطع دکتری حرفه‌ای، ۶۱ رشته در کارشناسی ارشد و ۲۶ رشته در مقطع کارشناسی) در ۸ دانشکده: پزشکی، دندانپزشکی، پرستاری و مامایی، علوم انسانی، علوم پایه، فنی و مهندسی، علوم کشاورزی و هنر و یک مرکز آموزشهای غیرحضوری به فعالیت خود ادامه می‌دهد.

## دانشگاه فرهنگیان
دانشگاه فرهنگیان، دانشگاهی برای تأمین، تربیت و توانمندسازی معلمان و نیروی انسانی وزارت آموزش و پرورش در ایران است. این دانشگاه در سال ۱۳۹۰ با تجمیع کلیه مراکز تربیت معلم سراسر ایران تأسیس شد و دارای ۹۸ واحد دانشگاهی (در قالب ۶۴ پردیس دانشگاهی و ۳۴ دانشکده) می‌باشد. دانشگاه فرهنگیان از بزرگ‌ترین و گسترده‌ترین دانشگاه‌های ایران است و حسین خنیفر به عنوان اولین رئیس دانشگاه فرهنگیان، ریاست این دانشگاه مأموریت محور و استراتژیک را به عهده دارد.
در حال حاضر ۷۸۰۲۲ دانشجو و ۸۰۳ عضو هیئت علمی و استاد در این دانشگاه مشغول فعالیت می‌باشند. هم چنین تعداد ۱۰۹۹۵ مهارت آموز و بیش از ۹۶۳۳۸ فارغ‌التحصیل از آغاز تأسیس دانشگاه تا کنون داشته‌است. تعداد پردیس‌ها و مراکز آموزشی در دانشگاه فرهنگیان نیز تاکنون ۹۸ واحد است.
بر اساس تحلیل‌های انجام شده این مرکز تاکنون ۸۸۱۸ مقاله علمی در نشریات و همایشهای داخلی منتشر نموده‌است. دانشگاه فرهنگیان صاحب امتیاز و ناشر یک مجله تخصصی است و تا کنون ۲۷ همایش توسط دانشگاه فرهنگیان برگزار شده‌است. علاوه بر این تاکنون ۵۰۲ مقاله معتبر بین‌المللی نیز از این مرکز استخراج شده‌است.

## دانشگاه تربیت دبیر شهید رجایی
دانشگاه شهید رجایی یکی از دانشگاه‌های دولتی ایران است. این دانشگاه دارای مقاطع تحصیلی از کارشناسی تا دکتری در رشته‌های گوناگون است. با توجه به قدمت زیاد، دانشگاه دارای امکانات آزمایشگاهی مناسب و هیئت علمی قوی در اکثر رشته‌هاست. لازم است ذکر شود که نام تربیت دبیر به علت بخشی از وظایف این دانشگاه در زمینه تربیت مدرس برای مراکز آموزشی کشور می‌باشد و نشان دهنده نوع خاصی از دانشگاه نیست. این دانشگاه با عرصه قریب به ۱۵۰۰۰۰ مترمربع در منطقه لویزان واقع شده و مجموعاً بیش از ۵۶۰۰۰ مترمربع فضای مسقف آموزشی، آزمایشگاهی، کارگاهی، رفاهی و فرهنگی را شامل می‌گردد. علاوه بر مجموعه فوق دانشگاه دارای ۶ خوابگاه (۳ خوابگاه پسران و ۳ خوابگاه دختران) که مجموعاً بیش از ۲۸۰۰۰ مترمربع فضای مسقف با ظرفیتی حدود ۲۲۰۰ نفر می‌باشد.

## دانشگاه سوره
دانشگاه سوره در بهمن ماه سال ۱۳۷۲ توسط حوزه هنری سازمان تبلیغات اسلامی تأسیس شد. پس از دو سال پذیرش آزاد، از سال ۷۴ از طریق سازمان سنجش آموزش کشور پذیرش دانشجوی را در ۱۱ رشته آغاز کرد. این مؤسسه با جذب دانشجو در دوره‌های کاردانی و کارشناسی در رشته‌های صنایع دستی، موسیقی، تئاتر، سینما، معماری، مجسمه‌سازی، گرافیک و نقاشی شروع به فعالیت نمود و هم‌اکنون دارای رشته‌های مهندسی معماری، روابط عمومی، روزنامه‌نگاری، مدیریت فرهنگی هنری، نقاشی، گرافیک، صنایع دستی، هنر اسلامی، کتابت و نگارگری، نمایش (تئاتر) و سینما در مقطع کارشناسی است. هم‌اکنون دانشگاه سوره با چهار دانشکدهٔ هنر، دانشکدهٔ معماری، دانشکدهٔ امور فرهنگی و دانشکدهٔ تبلیغ و ارتباطات و همچنین پژوهشکدهٔ مطالعات هنر اسلامی و مرکز مطالعات فرهنگی جوان در چهار باب ساختمان مرکز شهر تهران و با استفاده از تجهیزات امکاناتی چون لابراتوار مجهز عکاسی (سیاه و سفید، رنگی)، کارگاه‌های سفال، چاپ دستی (سیلک و باتیک)، چوب، نساجی، بافت فرش، تراش سنگ، تراش شیشه، لعاب، سرامیک، رنگرزی، جواهرسازی، سایت رایانه، کتابخانهٔ مرکزی، پلاتوهای نمایش، کارگاه عروسک سازی، نمازخانه، سالن ورزش، سالن سینما، سالن اجتماعات، سالن مطالعه، سالن همایش، اتاق تدوین و صدا، سالن غذاخوری، بوفه، کانون‌های فرهنگی و هنری دانشجویی، آرشیو فیلم، کارگاه‌های نقشه‌کشی، کارگاه‌های آتلیه و اجرا، کارگاه نقاشی و گرافیک و نمایشگاه و نگارخانهٔ آیه و همچنین واحد آموزش‌های آزاد سوره، مرکز چاپ و انتشارات، مجلهٔ علمی پژوهشی رهپویهٔ هنر و پرتال دانشگاه سوره و انفورماتیک با امکانات بهره‌گیری از اینترنت پرسرعت بی‌سیم برای دانشجویان و … ارایهٔ خدمات می‌نماید.

## دانشگاه علم و فرهنگ
دانشگاه علم و فرهنگ یکی از دانشگاه‌های غیردولتی و معتبر تهران است که وابسته به جهاد دانشگاهی می‌باشد و با بسیاری از پژوهشگاه‌های جهاد دانشگاهی از جمله پژوهشگاه ابن سینا، پژوهشگاه رویان، پژوهشگاه برق، صنایع شیمیایی و … در ارتباط و تبادل مستقیم قرار دارد. این دانشگاه در نظام ارزیابی ISC به عنوان بهترین دانشگاه غیردولتی کشور ارزیابی شده‌است. این دانشگاه در سال ۱۳۷۲ با نام مؤسسهٔ آموزش عالی جهاد دانشگاهی تأسیس شد و در سال ۱۳۸۴ به دانشگاه علم و فرهنگ ارتقا یافت. دانشگاه علم و فرهنگ در محدودهٔ پونک تهران (اشرفی اصفهانی) قرار دارد و فضایی بیش از ۲۰۰۰۰ متر مربع، ۱۰۰۰۰ دانشجو و ۳۷۰ نفر هیئت علمی تمام وقت را دارا می‌باشد و در رشته‌های فنی مهندسی، علوم انسانی، هنر و معماری، نفت و گاز، علوم پایه و زیستی اقدام به جذب دانشجو از طریق کنکور سراسری می‌نماید. ریاست این دانشگاه بر عهدهٔ دکتر محمد حسین ایمانی خوشخو می‌باشد.

## دانشگاه صنعتی مالک اشتر
این دانشگاه در دوران قبل از انقلاب اسلامی ایران به عنوان پژوهشگاه و آموزشکده برای صنایع دفاعی در شاهین شهر اصفهان توسط آمریکایی‌ها در کنار صنایع مهم دفاعی مستقر در اصفهان مانند هسا تأسیس شده بود. بعد از انقلاب مدتی با نام «پژوهشگاه علوم و صنایع دفاعی» مشغول به کار شد و سپس در سال ۱۳۶۳ با تصویب شورای عالی انقلاب فرهنگی با نام دانشگاه علوم و صنایع دفاعی با جذب دانشجویان بورسیه در مقطع کارشناسی به کار خود ادامه داد.
از سال ۱۳۷۰ تا ۱۳۷۸ مدتی به دلایل نامعلوم کلیه فعالیت‌های آموزشی این دانشگاه تعلیق شد و سپس در سال ۱۳۷۸ با تلاش‌های وزیر دفاع وقت دریادار علی شمخانی با نام جدید «دانشگاه صنعتی مالک اشتر» با جذب دانشجو در مقاطع کارشناسی و کارشناسی ارشد دوباره فعالیت‌های آموزشی خود را آغاز نمود.
با توجه به رتبه‌بندی که در سال ۱۳۸۸ انجام شد، دانشگاه صنعتی مالک اشتر در بین ۷۴ دانشگاه کشور، رتبه چهارم را در ارزیابی عملکرد پژوهشی و فناوری به دست آورد.